# Harry Storms
Harry Storms (11 augustus 1945 tot 28 maart 2023) was een Nederlands beeldhouwer en graficus.

## Leven en werk
Storms werd opgeleid aan de pedagogische academie. Aanvankelijk was hij docent handvaardigheid. Ook volgde hij een opleiding aan de Academie van Beeldende Kunst te Warschau waar hij les kreeg van Jerzy Jarnuszkiewicz. In 1975 debuteerde hij als beeldend kunstenaar met een expositie van zijn bronzen plastieken in Sittard. Daarna volgden exposities in binnen- en buitenland. Hij begon tevens een galerie en een beeldentuin, de Procure, in Sterksel. Hij werkte vooral in brons, waarbij ballerina's en paarden terugkerende thema's in zijn werk zijn. Zijn paarden zijn geen statische dieren, maar lijken voortdurend in beweging te zijn.

## Werken in de openbare ruimte
- De dans (1978), Weert stad
- Vrouwenfiguur (1978), Someren
- Betonwerker (1980), Centaurusweg, Tilburg
- Bevrijdingsmonument (1980), Markt, hal gemeentehuis Deurne[2]
- Hugo (1981), Oosterhout
- Barmond (1986), dorpsplein, Lage Mierde
- Paard (1987), Postelplein, Someren
- Raadsvrouwe (1987), parkeerterrein gemeentehuis, Noordwijk
- Paard van Raamsdonk (1987), Schansstraat in Raamsdonk[3]
- De Tamboer (1989), Kerkwijk, Berlicum
- Paard van Tetje (1990), Aarle-Rixtel
- Paard, Helmond

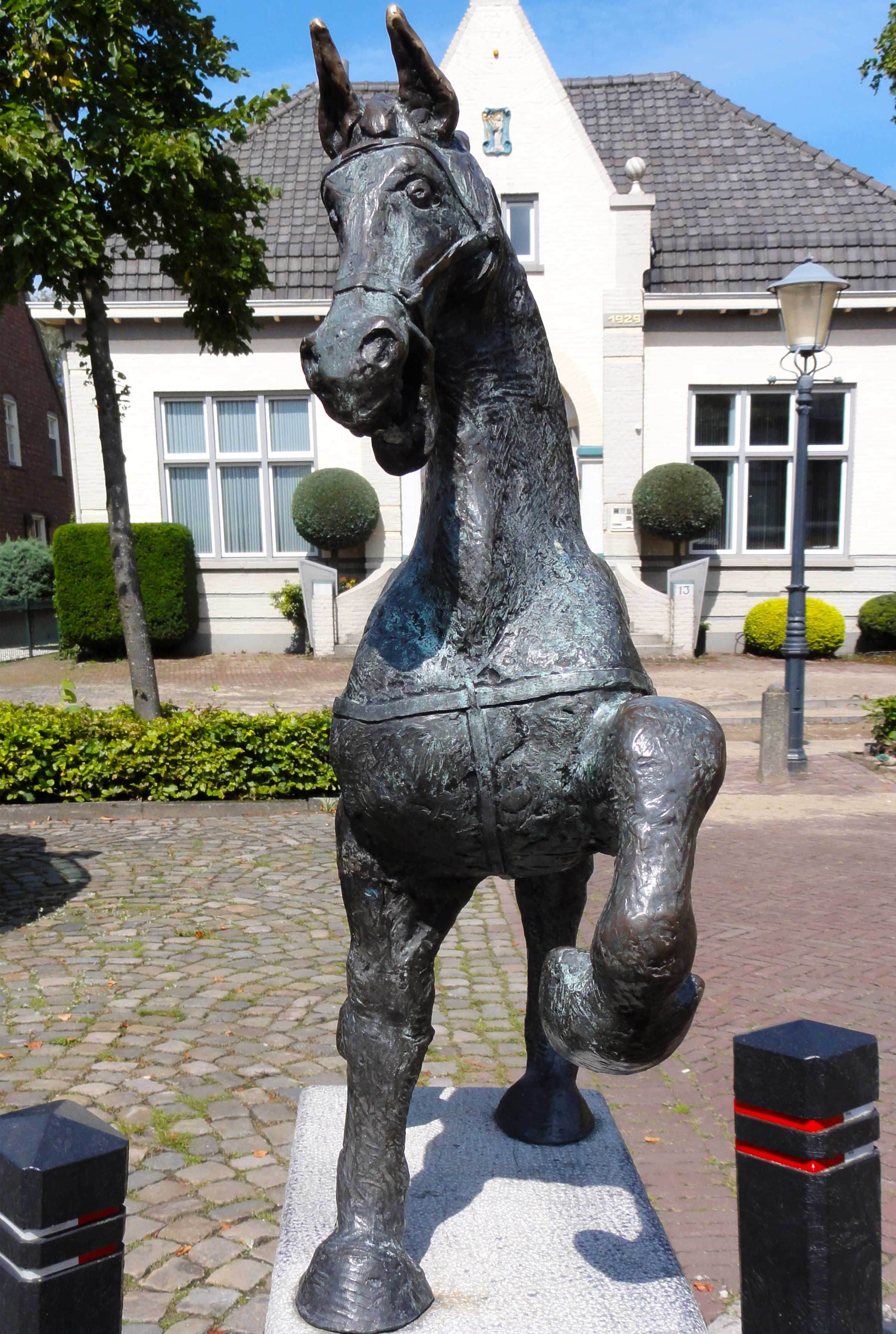
Barmond (1986), Lage Mierde
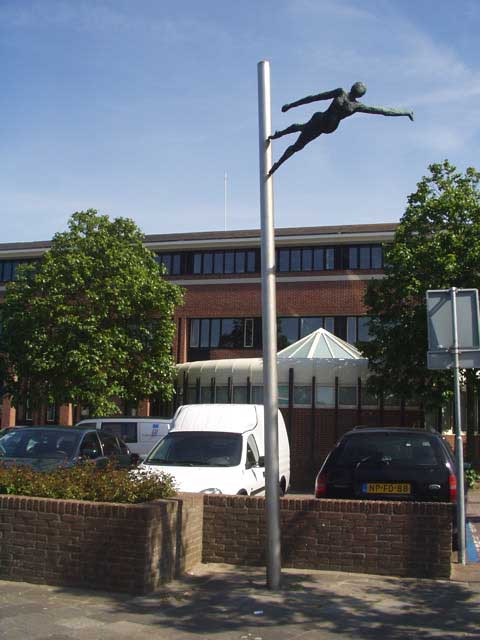
Raadsvrouwe (1987), Noordwijk
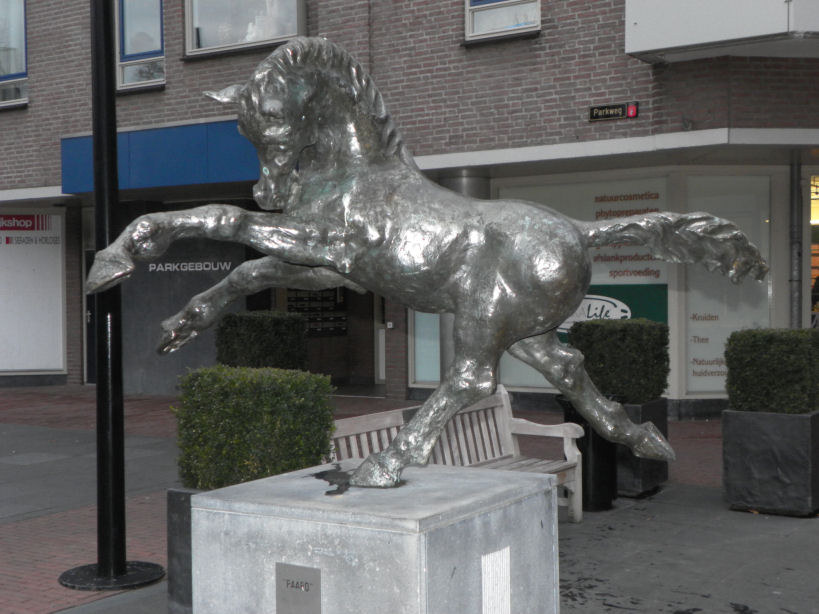
Paard, Helmond